# Фридман, Харрис
Харрис Фридман (англ. Harris L. Friedman; род. 1949, Майами, Флорида) —
руководитель программы клинической психологии Уолденского университета (США), профессор Университета Флориды (в отставке), заслуженный профессор Сэйбрукского Университета. Почётный член (Fellow) Американской психологической ассоциации. Степень PhD по клинической психологии получил в Университете штата Джорджия.

## Биография

### Детство
Харрис Фридман родился в 1949 году в США в семье первого поколения еврейских эмигрантов из Европы. Его родители стремились найти баланс между сохранением старых традиций и ассимиляцией в новых культурных условиях, уделяя особое внимание религии. Тем не менее, они оставались изгоями даже в еврейской общине, частью которой являлись. Харрис рос в культурно чуждой среде. Например, в его родном городе Майами евреев не пускали во многие отели и рестораны. Родители Харриса не позволяли ему заводить друзей среди неевреев и хотели, чтобы он стал врачом. При этом их ожидания относительно будущего своего сына были невысоки, так что они не рассчитывали на то, что он станет «настоящим врачом», а видели в нём всего лишь будущего дантиста.
Ещё в раннем детстве Харрис обнаружил противоречие в поведении своих родителей, которые строго соблюдали религиозные ритуалы (например, кошер), но при этом пренебрегали глубинным смыслом этих ритуалов. Это вызвало внутренний протест у Харриса и стало причиной формирования у него бунтарского характера, который проявился ещё в детском саду. В школьные годы Харрис проводил много времени в библиотеке и увлёкся математикой, палеонтологией и научной фантастикой (в особенности книгами Айзека Азимова). Особый интерес у него вызывали вопросы, связанные с эпистемологией и психологическими измерениями. Ещё ничего не зная о статистическом анализе, Харрис провёл самостоятельное мини-исследование, касающееся саентологии. Он выдвинул гипотезу, что только наивные люди способны поверить в дианетику, и графически подтвердил её. По словам самого Фридмана, это его первое психологическое исследование касалось измерений и трансперсональной психологии в широком смысле, хотя в то время он ещё не знал таких терминов. Данные темы стали главными в его академическом вкладе, когда он вырос и стал заниматься наукой. По достижении возраста бар-мицва Харрис во время празднования этого события в синагоге завёл беседу с раввином на серьёзные темы, но остался недоволен его ответами. После окончания церемонии Харрис отверг иудаизм и почувствовал интерес к изучению религиозных вопросов. В дальнейшем он стал много читать о разных религиях и культурах.

### Юность
В школе Фридман набрал самое большое количество баллов во всём штате Флорида согласно научной методике изучения талантов под названием the Westinghouse Talent Search. По этой причине его пригласили заняться исследованиями в области микробиологии в Университете Майами, что привило ему вкус к научным исследованиям. Кроме того, он стал финалистом программы The National Merit Scholarship Program, но из-за своей нелюбви к средней школе оставил её на год раньше положенного срока и поступил в Университет Эмори, чтобы стать врачом. Однако на него оказал влияние дух времени середины 1960-х годов в США, когда движение против войны во Вьетнаме сопровождалось психоделической революцией. Фридман стал уделять много времени участию в антивоенных демонстрациях, борьбе за права человека и исследованию воздействия психоделиков на личном опыте. Всё это вызвало у него желание оставить учёбу в университете, однако в этом случае ему пришлось бы пойти в армию и быть отправленным во Вьетнам. Но Фридману нравилась поэзия Хо Ши Мина и тай-цзи, поэтому он продолжил учёбу, начав часто посещать курсы по философии и религии. На одной из антивоенных демонстраций он встретил девушку, которая вместе с ним посещала курсы по философии. Она стала его женой ещё в студенческие годы и продолжает ей быть более сорока лет. Родители Фридмана прекратили оказывать ему финансовую поддержку из-за того, что он женился на нееврейке, и ему пришлось подрабатывать, чтобы содержать семью. Впоследствии во время работы над докторской диссертацией Фридман создал консалтинговую компанию стоимостью во много миллионов долларов.

## Научная деятельность
Харрис Фридман опубликовал свыше 200 книг, глав в книгах и статей в научных журналах по психологии, эпистемологии и социологии. Он стал редактором ряда сборников научных статей.
Фридман является председателем Группы интересов по трансперсональной психологии и сопредседателем Группы интересов по позитивной психологии в Отделе гуманистической психологии Американской психологической ассоциации. Он занимает должность старшего редактора в журнале International Journal of Transpersonal Studies и ассоциированного редактора в журнале The Humanistic Psychologist.
Фридман уделяет большое внимание развитию трансперсональной психологии как научной дисциплины. Разработанная им трёхуровневая модель расширения Я (Self-Expansiveness Level Form, SELF) в значительной степени поспособствовала решению этой задачи.
В июле 2013 года ведущий журнал АПА American Psychologist опубликовал совместную статью Николя Брауна, известного физика Алана Сокала и Харриса Фридмана, в которой критикуется математический аппарат весьма влиятельного в позитивной психологии конструкта под названием коэффициент Лосады. Эта статья привела к отказу от данного конструкта со стороны одного из его авторов.

## Избранные публикации
- Friedman H. The Self Expansiveness Level Form: A conceptualization and measurement of a transpersonal construct. Unpublished dissertation, Georgia State University, Atlanta, 1981.
- Friedman H. The Self Expansiveness Level Form: A conceptualization and measurement of a transpersonal construct // Journal of Transpersonal Psychology. 1983. 15. 37-50.
- Fiji crisis. Harvard Asia Pacific Review, 6, 86-90.
- Friedman H., MacDonald D. Towards a working definition of transpersonal assesssment // Journal of Transpersonal Psychology. 1997. 29. 105—122.
- Glover, G., Friedman, H., & Jones, G. (2002). Adaptive leadership: When change is not enough—Part One. Organizational Development Journal, 20, 15-31. & Glover, G., Rainwater, K., Jones, G., & Friedman, H. (2002). Adaptive leadership: When change is not enough—Part Two. Organizational Development Journal, 21, 18-38. (Note, this won the award for best article in 2002 in the Organizational Development Journal)
- Friedman H. Transpersonal Psychology as a Scientific Field (недоступная ссылка — история) // The International Journal of Transpersonal Studies. — 2002. — Т. 21. — С. 175—187. — Архивировано из первоисточника 10-11-2012.
- Friedman H., MacDonald D. (eds.). Transpersonal measurement and assessment. San Francisco: The Transpersonal Institute, 2002.
- Friedman H., MacDonald D. Using transpersonal tests in humanistic psychological assessment // The Humanistic Psychologist. 2002. 30. 223—236.
- Friedman H., MacDonald, D., Kumar K. Crossscultural validation of the Self Expansiveness Level Form with an Indian sample // Journal of Indian Psychology. 2004. March. 44-56.
- Friedman H. Frameworks for peace: Reframing the conflict in Fiji // International Journal of Transpersonal Studies. 2004. 23. 118—124.
- Friedman H. Transpersonal frameworks for peace: Fiji and Palestine // J. Drew, D. Lorimer (eds.). A way through the wall: Spiritual and transpersonal approaches to the world of today (pp. 47–58). Gloucess tershire, UK: First Stone Publishing, 2005.
- The Wiley-Blackwell handbook of transpersonal psychology / Edited by Harris L. Friedman, Glenn Hartelius. — Wiley-Blackwell, 2013. — 744 p. — ISBN 978-1-119-96755-2..
- The Praeger Handbook of Applied Transpersonal Psychology (2 vols.).
- The Praeger Handbook on Social Justice and Psychology (2 vols.).
- Advances in Parapsychological Research (Volumes 9 & 10).